# Беларусь на зимних юношеских Олимпийских играх 2020

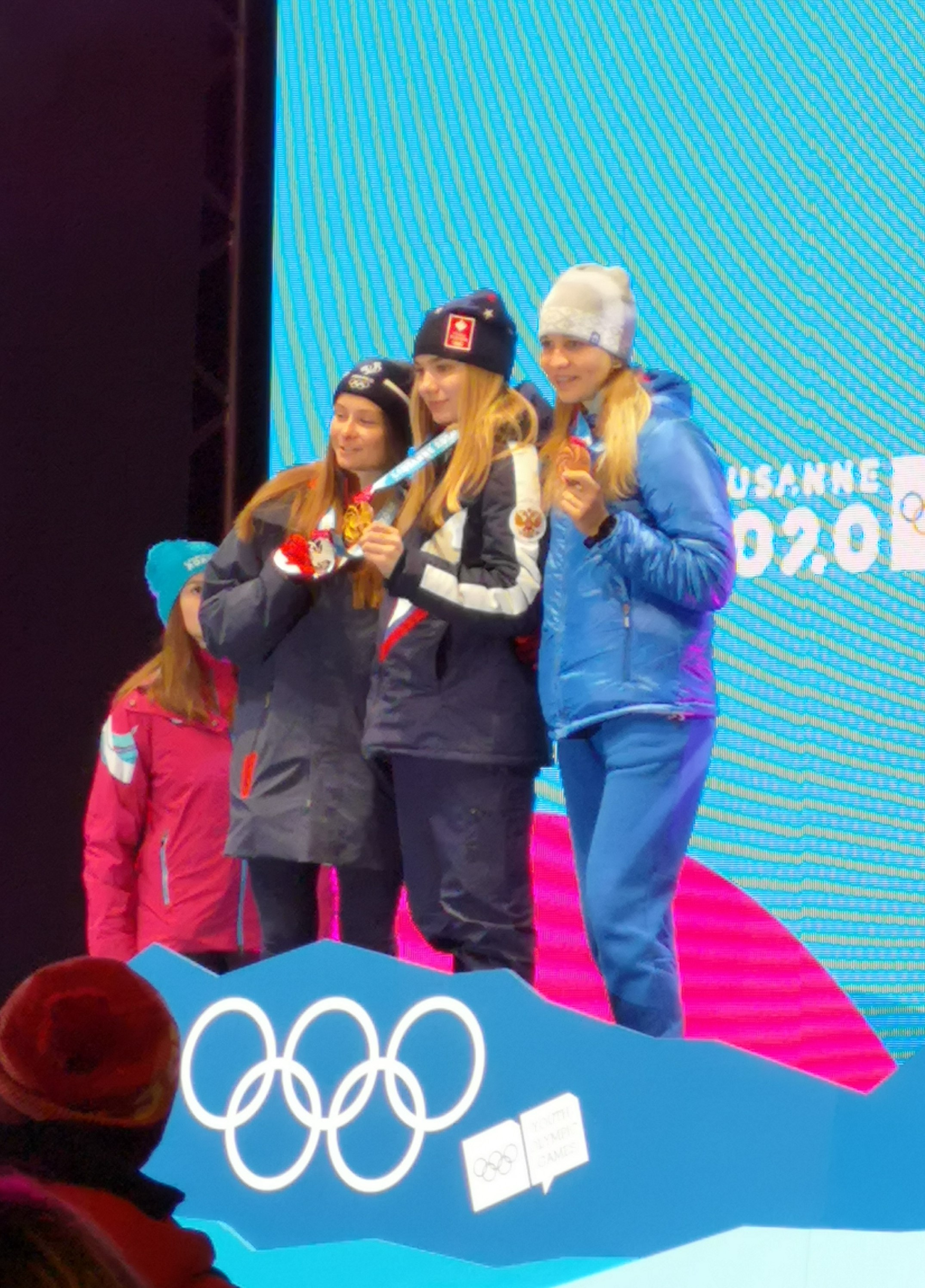
Пьедестал почета женской индивидуальной гонке по биатлону на ЮОИ-2020 в Лозанне: Алёна Мохова (Россия), Жанна Ришар (Франция) и Юлия Ковалевская (Белоруссия).

Белоруссия принимала участие в зимних юношеских Олимпийских играх 2020 года в Лозанне, Швейцария с 9 по 22 января 2020. Страну представляли 19 спортсменов в 5 дисциплинах.

## Призёры
| Медаль | Имя              | Дисциплина      | Соревнование                      | Дата      |
| ------ | ---------------- | --------------- | --------------------------------- | --------- |
| 1      | Илья Корзун      | Хоккей с шайбой | Смешанный турнир 3х3 среди юношей | 15 января |
| 3      | Юлия Ковалевская | Биатлон         | Личный зачёт                      | 11 января |

## Результаты соревнований

### Горнолыжный спорт[3]
Юноши
| Спортсмены         | Соревнование      | 1 спуск   | 1 спуск | 2 спуск   | 2 спуск | Всего     | Всего |
| Спортсмены         | Соревнование      | Результат | Место   | Результат | Место   | Результат | Место |
| ------------------ | ----------------- | --------- | ------- | --------- | ------- | --------- | ----- |
| Максим Давыдовский | Гигантский слалом | 1:17.65   | 55      | 1:16.47   | 48      | 2:34.12   | 49    |
| Максим Давыдовский | Слалом            | DNF       | DNF     | DNF       | DNF     | DNF       | DNF   |

### Биатлон[4]
Юноши
| Спортсмены         | Соревнование | Результат | Промахов    | Место |
| ------------------ | ------------ | --------- | ----------- | ----- |
| Константин Бабуров | Спринт       | 22:21.3   | 3 (1+2)     | 45    |
| Константин Бабуров | Личный зачёт | 39:09.4   | 5 (1+2+1+1) | 40    |
| Андрей Гаврош      | Спринт       | 20:17.4   | 1 (0+1)     | 10    |
| Андрей Гаврош      | Личный зачёт | 38:15.4   | 4 (1+1+0+2) | 29    |
| Артём Крыленко     | Спринт       | 23:47.0   | 5 (2+3)     | 74    |
| Артём Крыленко     | Личный зачёт | 40:09.2   | 5 (2+0+2+1) | 52    |

Девушки
| Спортсмены       | Соревнование | Результат | Промахов     | Место |
| ---------------- | ------------ | --------- | ------------ | ----- |
| Дарья Кабишева   | Спринт       | 21:35.5   | 2 (2+0)      | 54    |
| Дарья Кабишева   | Личный зачёт | 38:53.3   | 5 (1+2+0+2)  | 45    |
| Юлия Ковалевская | Спринт       | 19:57.9   | 3 (2+1)      | 17    |
| Юлия Ковалевская | Личный зачёт | 33:59.5   | 3 (0+2+1+0)  | 3     |
| Виктория Шашкова | Спринт       | 22:16.9   | 5 (3+2)      | 67    |
| Виктория Шашкова | Личный зачёт | 45:12.6   | 13 (5+4+2+2) | 84    |

Смешанная
| Спортсмены                                                       | Соревнование                 | Результат | промахов | Место |
| ---------------------------------------------------------------- | ---------------------------- | --------- | -------- | ----- |
| Юлия Ковалевская Андрей Гаврош                                   | Одиночная смешанная эстафета | 44:33.9   | 2+14     | 12    |
| Дарья Кабишева Виктория Шашкова Константин Бабуров Андрей Гаврош | Смешанная эстафета           | 1:19:25.3 | 4+15     | 17    |

### Лыжные гонки[5]
Юноши
| Спортсмены     | Соревнование                    | Квалификация | Квалификация | Четвертьфинал | Четвертьфинал | Полуфинал | Полуфинал | Финал     | Финал |
| Спортсмены     | Соревнование                    | Результат    | Место        | Результат     | Место         | Результат | Место     | Результат | Место |
| -------------- | ------------------------------- | ------------ | ------------ | ------------- | ------------- | --------- | --------- | --------- | ----- |
| Михаил Морозов | 10 км вольным стилем            | н/д          | н/д          | н/д           | н/д           | н/д       | н/д       |           |       |
| Михаил Морозов | Спринт                          |              |              |               |               |           |           |           |       |
| Михаил Морозов | Кросс по пересеченной местности |              |              |               |               |           |           |           |       |
| Глеб Шакель    | 10 км вольным стилем            | н/д          | н/д          | н/д           | н/д           | н/д       | н/д       |           |       |
| Глеб Шакель    | Спринт                          |              |              |               |               |           |           |           |       |
| Глеб Шакель    | Кросс по пересеченной местности |              |              |               |               |           |           |           |       |

Девушки
| Спортсмены     | Соревнование                    | Квалификация | Квалификация | Четвертьфинал | Четвертьфинал | Полуфинал | Полуфинал | Финал     | Финал |
| Спортсмены     | Соревнование                    | Результат    | Место        | Результат     | Место         | Результат | Место     | Результат | Место |
| -------------- | ------------------------------- | ------------ | ------------ | ------------- | ------------- | --------- | --------- | --------- | ----- |
| Анна Мачехина  | 5 км вольным стилем             | н/д          | н/д          | н/д           | н/д           | н/д       | н/д       |           |       |
| Анна Мачехина  | Спринт                          |              |              |               |               |           |           |           |       |
| Анна Мачехина  | Кросс по пересеченной местности |              |              |               |               |           |           |           |       |
| Дарья Майорова | 5 км вольным стилем             | н/д          | н/д          | н/д           | н/д           | н/д       | н/д       |           |       |
| Дарья Майорова | Спринт                          |              |              |               |               |           |           |           |       |
| Дарья Майорова | Кросс по пересеченной местности |              |              |               |               |           |           |           |       |

### Хоккей[6]
Юноши
- Даниил Карпович
- Илья Корзун
- Андрей Мурашко
- Ян Шостак

### Конькобежный спорт[7]
Юноши
| Спортсмены    | Соревнование | Время   | Финал |
| ------------- | ------------ | ------- | ----- |
| Макс Федоров  | 500 метров   | 39.65   | 25    |
| Макс Федоров  | 1500 метров  | 2:01.76 | 17    |
| Андрей Герман | 500 метров   | 40.35   | 27    |
| Андрей Герман | 1500 метров  | 2:00.50 | 15    |

Девушки
| Спортсмены        | Соревнование | забег   | Финал |
| ----------------- | ------------ | ------- | ----- |
| Варвара Бандарина | 500 метров   | 44.06   | 26    |
| Варвара Бандарина | 1500 метров  | 2:24.61 | 28    |
| Карина Шипуля     | 500 метров   | 43.70   | 20    |
| Карина Шипуля     | 1500 метров  | 2:20.08 | 19    |

Масс старт
| Спортсмены        | Соревнование        | Полуфинал | Полуфинал | Полуфинал | Финал           | Финал           | Финал           |
| Спортсмены        | Соревнование        | Баллов    | Время     | Место     | Баллов          | Время           | Место           |
| ----------------- | ------------------- | --------- | --------- | --------- | --------------- | --------------- | --------------- |
| Макс Федоров      | Масс старт, юноши   | 1         | 6:25.95   | 8 Q       | 6               | 6:43.41         | 4               |
| Андрей Герман     | Масс старт, юноши   | 0         | 6:34.96   | 12        | did not advance | did not advance | did not advance |
| Варвара Бандарина | Масс старт, девушки | 3         | 7:03.60   | 8 Q       | 5               | 7:24.05         | 4               |
| Карина Шипуля     | Масс старт, девушки | 1         | 6:17.10   | 9         | did not advance | did not advance | did not advance |

Смешанный
| Спортсмены | Соревнование               | Результат | Место |
| --- | -------------------------- | --------- | ----- |
| Команда 1 Катержина Мачачкова Чехия Изабель Гревельт Нидерланды Макс Федоров Беларусь Феликс Мотшман Германия | смешанный командный спринт | 2:08.16   | 9     |
| Команда 2 Зузана Куршова Чехия Ван Цзинъи Китай Мануэль Церингер Германия Андрей Герман Беларусь              | смешанный командный спринт | 2:09.32   | 11    |
| Команда 7 Варвара Бандарина Беларусь Мирта де Бур Нидерланды Лукаш Штекли Чехия Юдай Ямамото Япония           | смешанный командный спринт | 2:06.80   | 5     |
| Команда 13 Карина Шипуля Беларусь Алина Дауранова Казахстан Сюэ Шивэнь Китай Диего Амайя Колумбия             | смешанный командный спринт | DQ        | DQ    |